# Oxylobium arborescens
Oxylobium arborescens là một loài thực vật có hoa trong họ Đậu. Loài này được R.Br. miêu tả khoa học đầu tiên.